# Amazon SimpleDB
Amazon SimpleDB — сервис, предоставляющий ядро функций базы данных, а именно индексирование данных и выполнение запросов.
Данный сервис тесно взаимодействует с сервисами Amazon S3 и Amazon EC2, в совокупности они предоставляют возможности для хранения, обработки запросов и данных в облаке, в результате повышается производительность.
Входит в инфраструктуру сервисов Amazon Web Services.

## Функциональность SimpleDB
С помощью SimpleDB можно:
- Создать новый домен для размещения уникального набора структурированных данных.
- Выполнить операции GET, PUT и DELETE над элементами в вашем домене, с помощью пар атрибут-значение, которые связаны с каждым элементом. Сервис автоматически индексирует данные, которые добавляются в домен, чтобы их можно было быстро получить, нет необходимости заранее определять схемы или изменить их, если новые данные добавлены позже. Каждый элемент может иметь до 256 значений атрибутов. Каждый атрибут может варьироваться от 1 до 1024 байт.
- Позволяет выполнять запросы с помощью SELECT API или QUERY API и с помощью набора операторов: =, !=, <, >, <=, >=, STARTS-WITH, AND, OR, NOT, INTERSECTION и UNION. Также есть возможность сортировки результатов с помощью оператора SORT. SimpleDB предназначен для использования приложений в реальном времени и оптимизировано для этого.
- Платить только за потребляемые ресурсы.